# Cramont
Pour les articles homonymes, voir Cramont (homonymie).
Cramont est une commune française située dans le département de la Somme en région Hauts-de-France.

## Géographie

### Localisation
Cramont est un village picard du Ponthieu.
À vol d'oiseau, la localité est située à 8 km à l'ouest de Bernaville, 9 km au nord-ouest d'Ailly-le-Haut-Clocher, 10 km au nord-ouest de Domart-en-Ponthieu, 16 km au nord-est d'Abbeville et à 33 km au nord-ouest d'Amiens.
Le territoire de la commune est limitrophe de ceux de cinq communes.
Les communes limitrophes sont Coulonvillers, Conteville, Domléger-Longvillers, Maison-Roland et Mesnil-Domqueur.

### Quartiers, hameaux, lieux-dits et écarts
- Le Ménage, qui était encore une « annexe » en 1867, est situé au nord, à la lisière du bois dont l'extrémité, nommée « le Cromont-en-Bois », présente quelques ressemblances avec un camp romain (vaste terrasse artificielle entourée de fossés profonds) et aurait été aménagée en motte castrale.
- Les Quatre Saisons, hameau situé à l'intersection des départementales 925 et 108, est à cheval sur deux communes : Cramont et Coulonvillers.

### Transports en commun
En 2019, la localité est desservie par les lignes du réseau Trans'80, chaque jour de la semaine, sauf le dimanche.
La ligne d'autocars no 26 (Doullens - Bernaville - Abbeville) du réseau inter-urbain Trans'80 permet les déplacements vers Abbeville.

### Hydrographie
La commune est située dans le bassin Artois-Picardie. Elle n'est drainée par aucun cours d'eau.

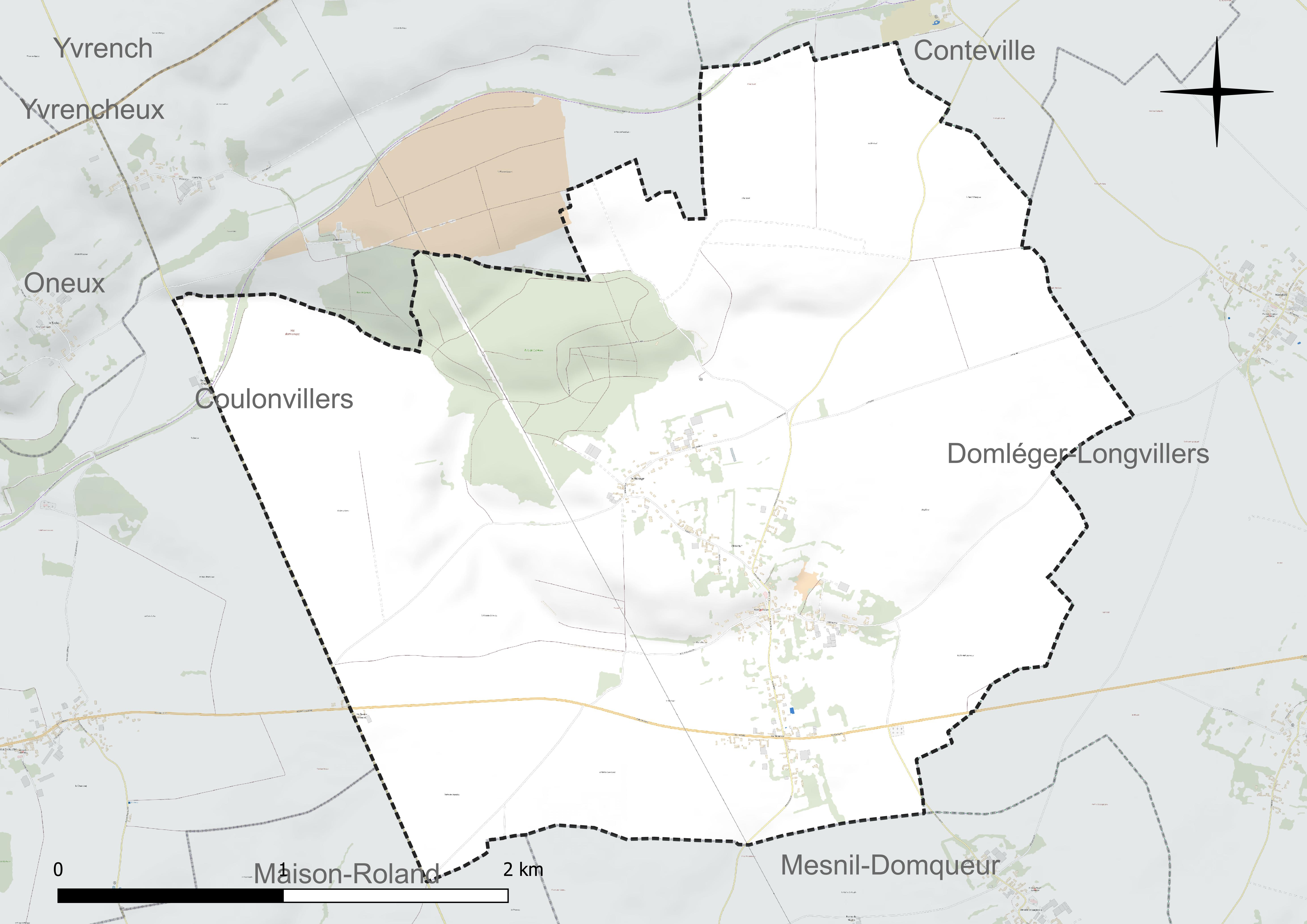
Réseau hydrographique de Cramont.

### Climat
Pour des articles plus généraux, voir Climat des Hauts-de-France et Climat de la Somme.
En 2010, le climat de la commune est de type climat océanique altéré, selon une étude du CNRS s'appuyant sur une série de données couvrant la période 1971-2000. En 2020, Météo-France publie une typologie des climats de la France métropolitaine dans laquelle la commune est exposée à un climat océanique et est dans la région climatique Côtes de la Manche orientale, caractérisée par un faible ensoleillement (1 550 h/an) ; forte humidité de l'air (plus de 20 h/jour avec humidité relative > 80 % en hiver), vents forts fréquents.
Pour la période 1971-2000, la température annuelle moyenne est de 10 °C, avec une amplitude thermique annuelle de 13,5 °C. Le cumul annuel moyen de précipitations est de 873 mm, avec 12,9 jours de précipitations en janvier et 8,9 jours en juillet. Pour la période 1991-2020, la température moyenne annuelle observée sur la station météorologique la plus proche, située sur la commune de Bernaville à 8 km à vol d'oiseau, est de 10,4 °C et le cumul annuel moyen de précipitations est de 877,3 mm,. Pour l'avenir, les paramètres climatiques de la commune estimés pour 2050 selon différents scénarios d'émission de gaz à effet de serre sont consultables sur un site dédié publié par Météo-France en novembre 2022.

## Urbanisme
Depuis le 13 février 2020, la commune fait partie du parc naturel régional Baie de Somme - Picardie maritime.

### Typologie
Au 1er janvier 2024, Cramont est catégorisée commune rurale à habitat dispersé, selon la nouvelle grille communale de densité à sept niveaux définie par l'Insee en 2022.
Elle est située hors unité urbaine. Par ailleurs la commune fait partie de l'aire d'attraction d'Amiens, dont elle est une commune de la couronne,. Cette aire, qui regroupe 369 communes, est catégorisée dans les aires de 200 000 à moins de 700 000 habitants,.

### Occupation des sols
L'occupation des sols de la commune, telle qu'elle ressort de la base de données européenne d'occupation biophysique des sols Corine Land Cover (CLC), est marquée par l'importance des territoires agricoles (85,6 % en 2018), une proportion identique à celle de 1990 (85,6 %). La répartition détaillée en 2018 est la suivante :
terres arables (77,5 %), forêts (8,7 %), prairies (8 %), zones urbanisées (5,7 %), cultures permanentes (0,1 %). L'évolution de l'occupation des sols de la commune et de ses infrastructures peut être observée sur les différentes représentations cartographiques du territoire : la carte de Cassini (XVIIIe siècle), la carte d'état-major (1820-1866) et les cartes ou photos aériennes de l'IGN pour la période actuelle (1950 à aujourd'hui).

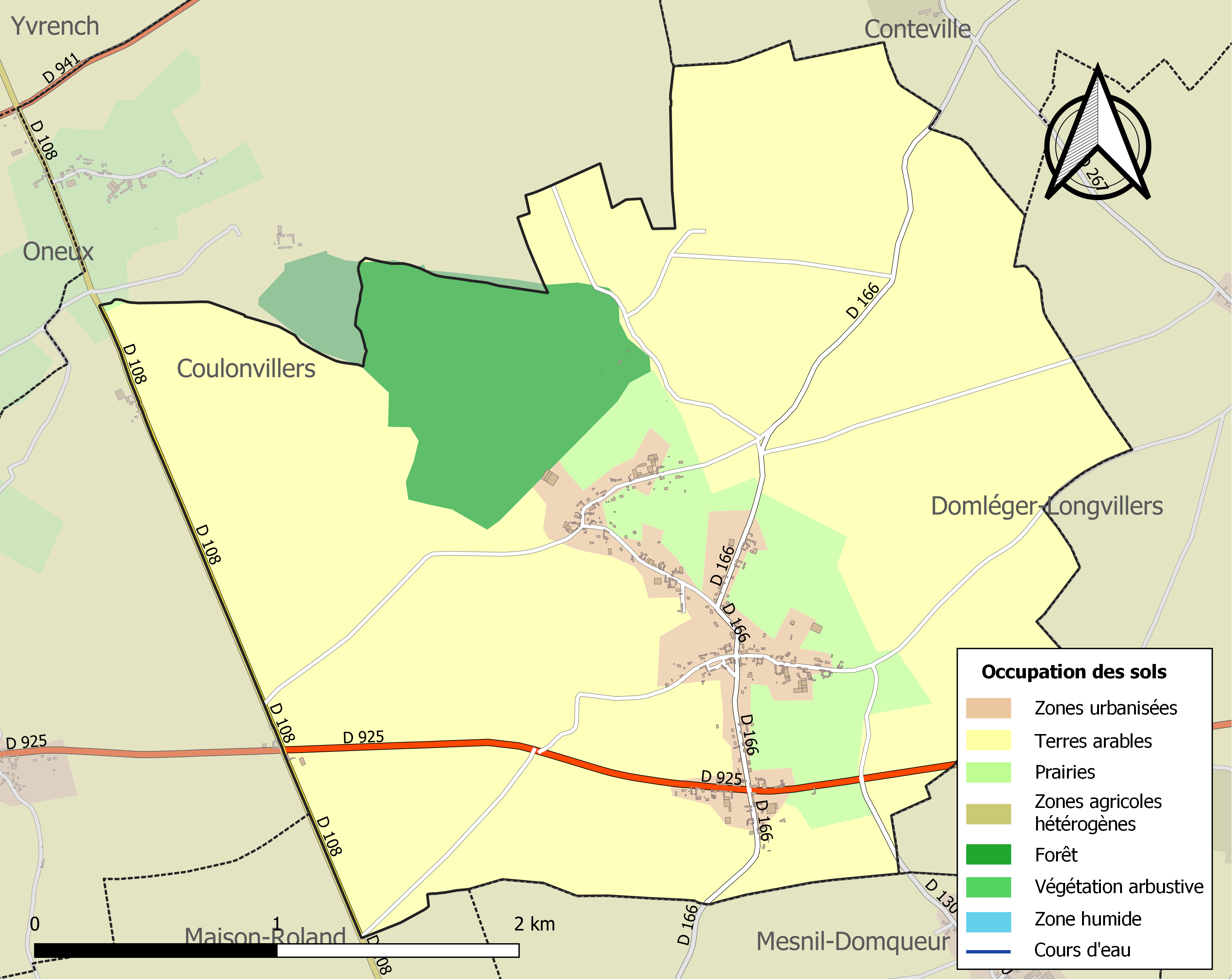
Carte des infrastructures et de l'occupation des sols de la commune en 2018 (CLC).

## Toponymie
Le nom de la localité est attesté sous les formes Cromons en 1100 ; Cromont in valle en 1239 ; Cromont en 1263 ; Cramont en 1507 ; Cramon en 1763 ; Cramont en 1778.
Son nom serait issu du latin Crux et signifierait « village ou habitation sur le mont ».

## Histoire
Cramont était traversée par la voie romaine allant d'Amiens à Boulogne-sur-Mer.
Le lieu est occupé par l'homme depuis au moins l'époque gallo-romaine. Une villa « à galerie de façade partielle » fut repérée lors des prospections réalisées par le spécialiste amiénois de l'archéologie aérienne, Roger Agache.
Les incursions anglaises pendant la guerre de Cent Ans ont sérieusement affecté le village (vers 1340 et 1346).
En 1524, Cramont et ses dépendances sont incendiés par les troupes de Charles Quint, empereur d'Allemagne et roi d'Espagne.
Le seigneur de La Ferté-lès-Saint-Riquier exerçait ses droits seigneuriaux sur Cramont et percevait annuellement :
- 137 livres 10 sols 4 deniers,
- 45 chapons,
- 13 poules,
- 60 corvées,
- 3 setiers 9 boisseaux de blé,
- 30 setiers 14 boisseaux d'avoine.

Celui-ci y avait droit de forage et afforage et y possédait un moulin à vent à tour de pierre, produisant de la farine de blé, appelé le Moulin de la Chaussée, situé près du village, à l'ouest et, comme son nom le laisse penser, à proximité de la Chaussée Brunehaut.
La plus grande partie du bois (228 journaux environ et s'étendant dans la plaine vers Cumont et Hanchy) appartenait bien entendu aussi au seigneur de La Ferté. Un puits très profond, avec des galeries divergentes, a été mentionné dans ce bois et la tradition rapporte que les villageois entendirent longtemps hurler un chien qui y était tombé.
Un autre bois, plus petit (appelé Bois de Grâce et contenant environ 18 journaux) faisait partie du domaine de la châtellenie de La Ferté. La chapelle du château du seigneur de La Ferté disposait de terres, 36 à 40 journaux.
Un almanach de Ponthieu de 1783 relève le nom d'un fief sis à Cramont : les Hyeraux.
Des souterrains auraient servi de refuge à la population au moment de la Révolution. En 1859, un ménager, Ferdinand Acloque, trouva une voûte souterraine. On évoque depuis la possibilité de la présence de souterrains dans le village.
En 1867, les 615 habitants (installés dans 162 maisons), avaient pour activité principale la culture du lin (en 1789, on fabriquait déjà de la toile à Cramont). La superficie était alors de 947 ha, le village avait une bibliothèque communale, un percepteur des contributions et était desservi par le bureau de poste de Bernaville.
Pendant la Première Guerre mondiale, un aérodrome militaire est aménagé en 1916 par l'armée française. La 40e compagnie d'aérostation y stationne,.
Lors de la Deuxième Guerre mondiale, l'aérodrome est réaménagé par l'aviation britannique puis par l'occupant allemand, qui lui attribue la dénomination de « Flugplatz Conteville ». À cette époque, il est équipé d'une piste bétonnée de 600 m, un hangar, 3 zones de dispersions avec 33 abris avions et 3 positions de DCA légère. Les installations étaient reliées par un raccordement ferroviaire à la gare de Conteville, sur l'ancienne ligne de Fives à Abbeville, utilisée pour l'acheminement des pièces de rechange, des bombes et du carburant. Cette gare est réutilisée en 1944 pour l'acheminement des V1 vers les sites de tir.
L'aérodrome a été désaffecté et les terrains rendus aux agriculteurs après la Libération de la France.

## Politique et administration
| Période                                  | Période                      | Identité             | Étiquette | Qualité                                                                      |
| ---------------------------------------- | ---------------------------- | -------------------- | --------- | ---------------------------------------------------------------------------- |
| Les données manquantes sont à compléter. |                              |                      |           |                                                                              |
| 1944                                     | 1945                         | Camille Moy          |           |                                                                              |
| 1945                                     | 1977                         | Bernard Maisant      |           | Exploitant agricole Conseiller général d'Ailly-le-Haut-Clocher (1945 → 1967) |
| 1977                                     | juin 1995                    | Pierre Damlencourt   |           |                                                                              |
| juin 1995                                | mars 2008                    | Jean-Marie Alexandre |           |                                                                              |
| mars 2008                                | En cours (au 8 octobre 2020) | Hervé Level          |           | Réélu pour le mandat 2020-2026,                                              |

## Population et société

### Démographie
L'évolution du nombre d'habitants est connue à travers les recensements de la population effectués dans la commune depuis 1793. Pour les communes de moins de 10 000 habitants, une enquête de recensement portant sur toute la population est réalisée tous les cinq ans, les populations de référence des années intermédiaires étant quant à elles estimées par interpolation ou extrapolation. Pour la commune, le premier recensement exhaustif entrant dans le cadre du nouveau dispositif a été réalisé en 2007.

En 2022, la commune comptait 304 habitants, en stagnation par rapport à 2016 (Somme : −1,26 %, France hors Mayotte : +2,11 %).
| 1793 | 1800 | 1806 | 1821 | 1831 | 1836 | 1841 | 1846 | 1851 |
| ---- | ---- | ---- | ---- | ---- | ---- | ---- | ---- | ---- |
| 641  | 575  | 654  | 613  | 685  | 652  | 623  | 615  | 611  |

| 1856 | 1861 | 1866 | 1872 | 1876 | 1881 | 1886 | 1891 | 1896 |
| ---- | ---- | ---- | ---- | ---- | ---- | ---- | ---- | ---- |
| 600  | 608  | 575  | 525  | 514  | 523  | 495  | 491  | 463  |

| 1901 | 1906 | 1911 | 1921 | 1926 | 1931 | 1936 | 1946 | 1954 |
| ---- | ---- | ---- | ---- | ---- | ---- | ---- | ---- | ---- |
| 436  | 409  | 367  | 354  | 352  | 349  | 329  | 320  | 363  |

| 1962 | 1968 | 1975 | 1982 | 1990 | 1999 | 2006 | 2007 | 2012 |
| ---- | ---- | ---- | ---- | ---- | ---- | ---- | ---- | ---- |
| 327  | 337  | 297  | 269  | 262  | 262  | 287  | 290  | 305  |

| 2017 | 2022 | - | - | - | - | - | - | - |
| ---- | ---- | - | - | - | - | - | - | - |
| 303  | 304  | - | - | - | - | - | - | - |

### Enseignement
En 2010, l'école ferme. Les élèves du village se rendent à l'école intercommunale Becquestoile de Saint-Riquier où un regroupement pédagogique concentré a été construit.

### Autres équipements

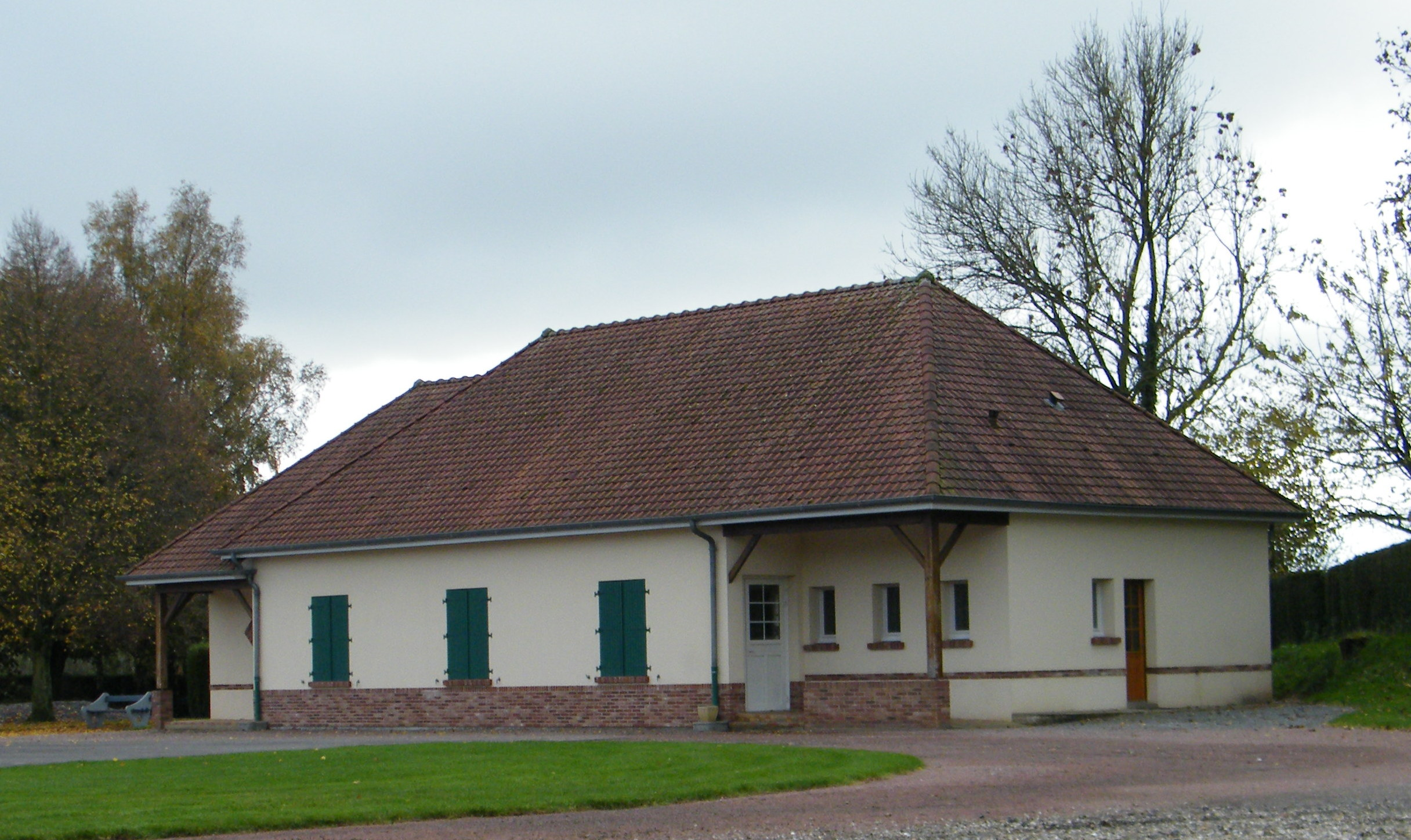
La salle communale.

## Culture locale et patrimoine

### Lieux et monuments
- L'ancienne église Saint-Martin, dessinée en 1857 par Oswald Macqueron[34], était construite en pierre et couverte d'ardoise. Le clocher avait la forme d'une cloche surmontée d'une flèche effilée. 
L'édifice actuel a été reconstruit un peu plus loin en bordure de la RD 166. Cet édifice est en brique et de facture néo-gothique, comme ce fut la mode dans la seconde moitié du XIXe siècle.
- Le monument aux morts se situe au centre de la place du village, sur une pelouse où s'étendaient autrefois le cimetière et l'église. Le dernier nom y figurant est celui de Frédéric Vaudet, maréchal des logis chef du 8e RCS, tué à Sarajevo le 8 septembre 1992[35].
- D'anciennes pistes d'aviation allemandes sont toujours présentes entre Cramont et Conteville[26].
- Motte castrale avec rempart de terre[36].
- La Traverse du Ponthieu, randonnée de 18 km, à pied, à cheval ou à vélo, d'Abbeville à Auxi-le-Château, passe dans la commune.

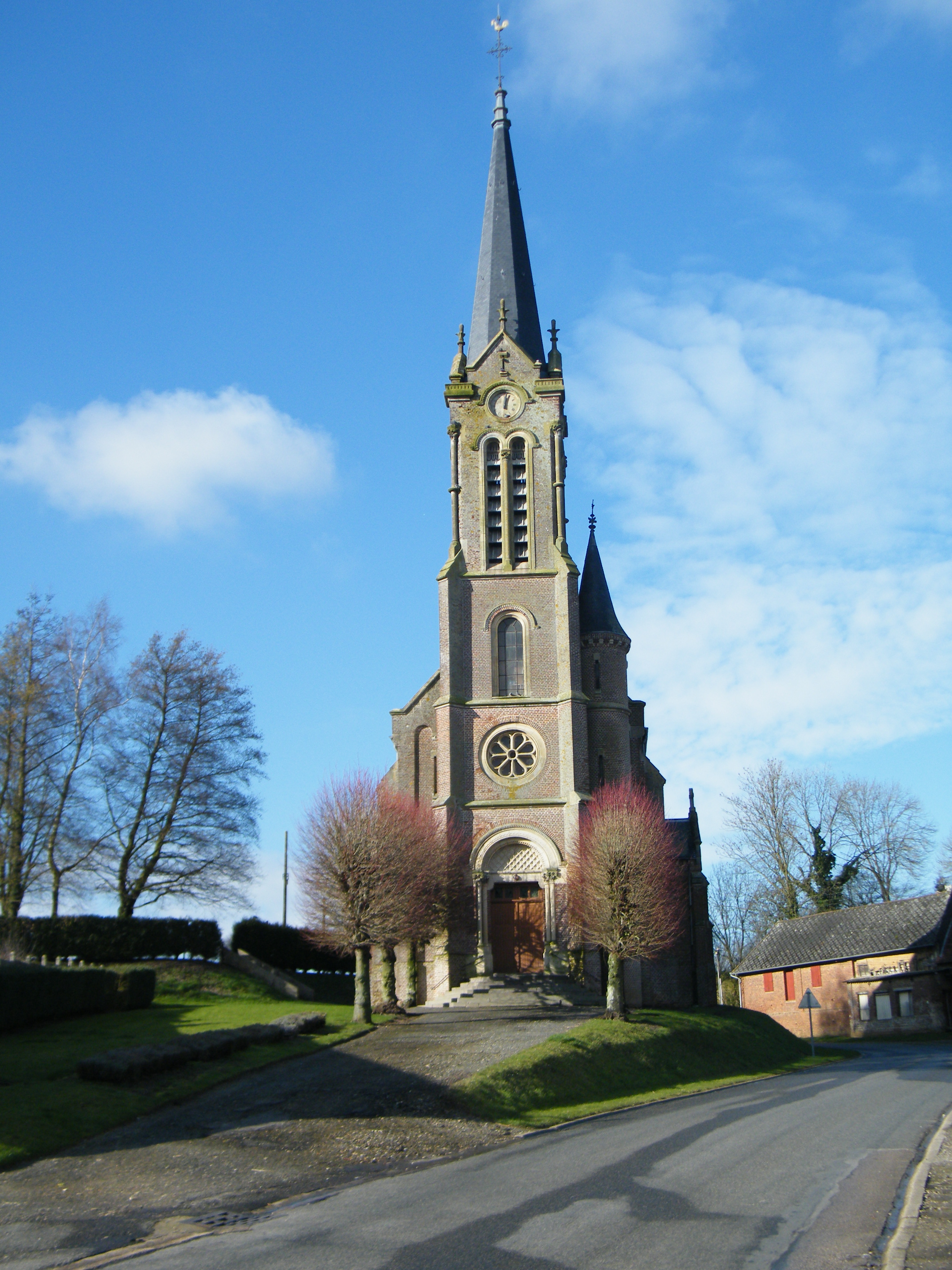
L'église, très élancée, se voit de loin.
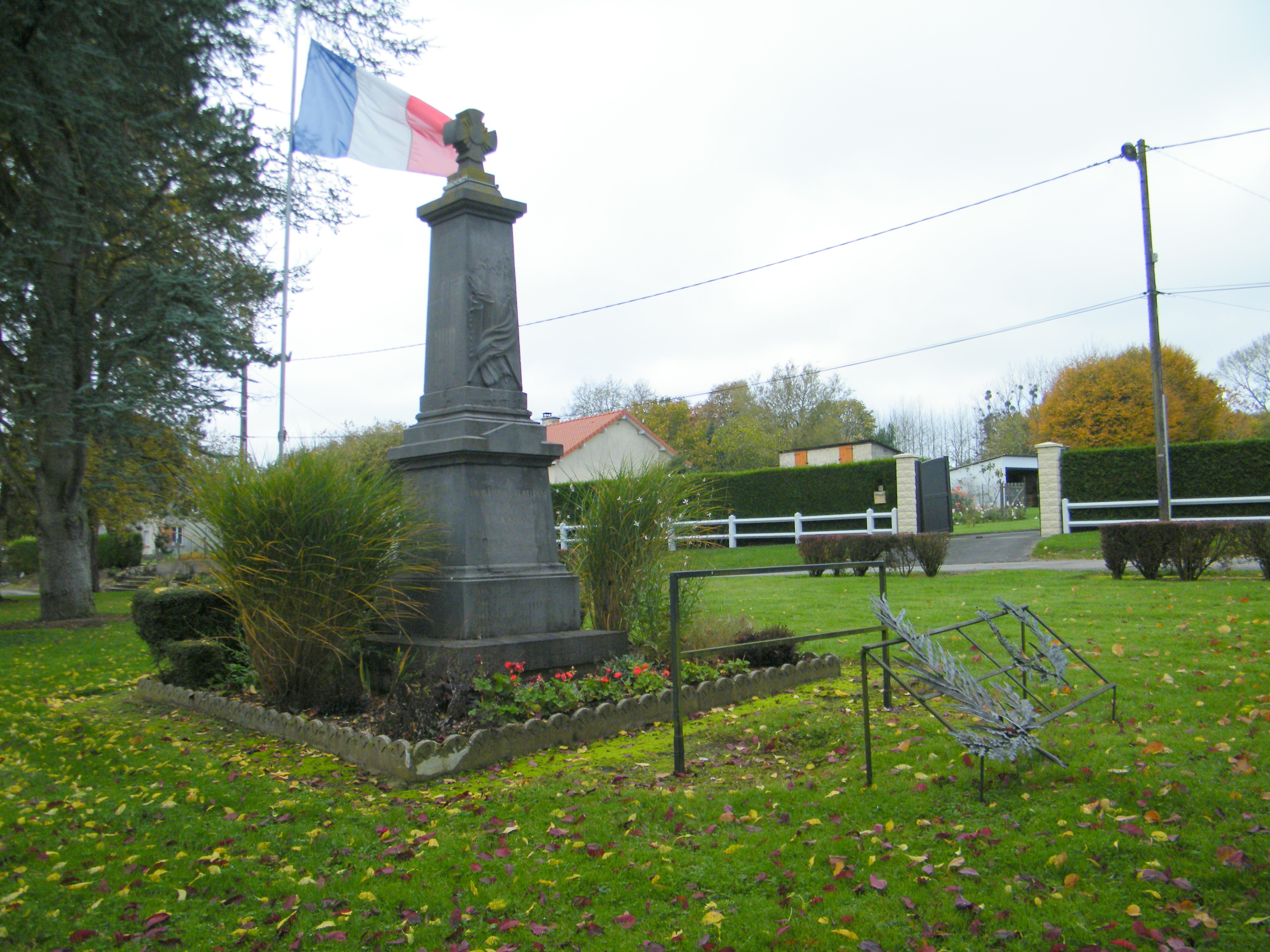
Monument aux morts.

### Personnalités liées à la commune
- En 1567, Jean de Melun, écuyer, était seigneur de Cramont[19].
- Louis François Quillet, homme politique né à Cramont en 1742, député de la Somme de 1791 à 1792[37].

- Alfred Lévêque (1887-1916), natif de Cramont, soldat au 245e RI, tombé au champ d'honneur dans le secteur de Vaux-Chapitre en 1916 (bataille de Verdun), et son frère :
- Émile Lévêque (1890-1918), natif de Cramont, soldat au 12e régiment de cuirassiers, mort pour la France à Villers-Cotterêts en 1918, lors de la bataille de l'Aisne.

### Héraldique
| Blason de Cramont | Blason  | De sinople à la croix d'or chargée de cinq coquilles d'argent. |
| Blason de Cramont | Détails | Le statut officiel du blason reste à déterminer.               |